# Ermenerico (Suebo)
Ermenerico (fl. V secolo) è stato un re dei Suebi a capo del Regno suebo di Galizia, secondo un documento ora perso citato dal chierico Antonio de Yepes.

## Storia
Secondo Yepes il re regnò attorno al 485, il che lo posizionerebbe all'interno di un secolo (469-560) oscuro durante il quale i Suebi erano ariani cristiani. Si dice che Ermenerico fosse un distruttore di chiese, ed un persecutore dei cattolici romani.